# Yalvaç
Yalvaç este un oraș și district din provincia Isparta din regiunea mediteraneană a Turciei. În 2010 populația era de 20.259 locuitori.

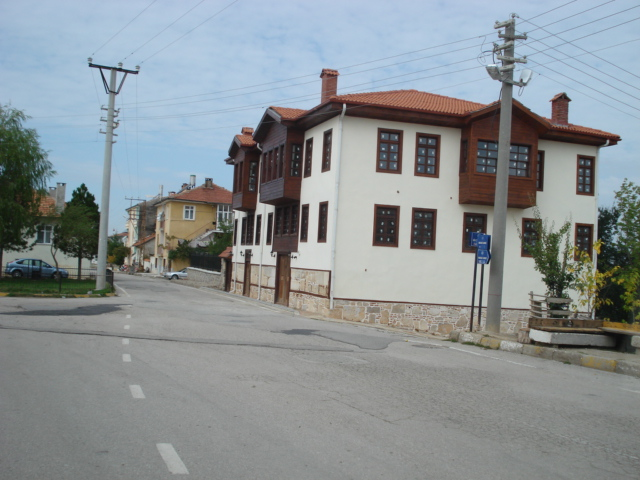
Casă tradițională din Yalvaç

## Orașe înfrățite
- Betleem, Autoritatea Națională Palestiniană.

## Turism
Ruinele orașului antic Antiohia Pisidiei se află la 1 kilometru nord-est de Yalvaç. Situl se află pe un deal cu înălțimea maximă de 1.236 metri.